# (29817) 1999 CG117
A (29817) 1999 CG117 a Naprendszer kisbolygóövében található aszteroida. A LINEAR projekt keretében fedezték fel 1999. február 12-én.